# Blanchard River
Der Blanchard River ist ein 153 km langer Nebenfluss des Auglaize River im Nordwesten des US-Bundesstaats Ohio.
Er entwässert überwiegend landwirtschaftlich genutztes Land, das im Einzugsgebiet des Eriesees liegt. Er entspringt im zentralen Hardin County etwa 8 km nordwestlich der Ortschaft Kenton und fließt 40 km in nördlicher Richtung bis ins östliche Hancock County. Danach biegt er nach Westen ab, berührt die Städte Findlay und Ottawa und mündet rund 3,2 km nördlich von Cloverdale im westlichen Putnam County in den Auglaize River.
Der Blanchard River wurde nach Jean Jacques Blanchard, einem französischen Schneider, benannt, der in der Nähe der heutigen Ortschaft Mount Blanchard 1769 inmitten der Shawnee am Fluss siedelte. Er heiratete eine Shawneefrau und hatte mit ihr sieben Kinder. Im Krieg von 1812 veranlasste General William Hull, Kommandeur der Ohiotruppen, den Bau einer Straße bis zum Fluss für den Truppentransport. Colonel James Findley errichtete zur Verteidigung ein Fort, das mit Palisaden umgeben war. Nach ihm wurde die Stadt Findlay benannt, die 1815 in dieser Gegend entstand.
Der Fluss führt im Frühjahr regelmäßig Hochwasser. Der erste Bericht über Hochwasserschäden stammt aus dem frühen 19. Jahrhundert, als die Bewohner in die höher gelegenen Obstgärten am Ufer flüchten mussten. In den Jahren 2007, 2008 und 2009 überflutete der Fluss die Dämme in Findlay mehr als ein Dutzend Mal und beschädigte zahlreiche Wohn- und Geschäftshäuser.

## Namensvarianten
Der Fluss besitzt mehrere Bezeichnungsvarianten:
- Blanchard Fork[4]
- Blanchard’s Fork[4]
- Blanchards Fork[5]
- Quegh-tu-wa[4]
- Quegh-tua-wa[6]
- Queghtuwa[7]
- Sha-po-qua-te-sepe[4]
- Sha-po-qua-te-sepi[4]
- Tailor’s River[4]
- Tailors River[4]